# Pseudonemacladus
Pseudonemacladus es un género monotípico de plantas  perteneciente a la familia Campanulaceae. Contiene una única especie: Pseudonemacladus oppositifolius (B.L.Rob.) McVaugh. Es originaria de México en San Luis Potosí, Hidalgo

## Taxonomía
Pseudonemacladus oppositifolius fue descrita por (B.L.Rob.) McVaugh y publicado en North American Flora 32A: 3. 1942.
Sinonimia
- Nemacladus oppositifolius B.L.Rob., Proc. Amer. Acad. Arts 26: 168 (1891).
- Baclea oppositifolia (B.L.Rob.) Greene, Erythea 1: 238 (1893).[4][5]